# Epigonus fragilis
Epigonus fragilis és una espècie de peix pertanyent a la família dels epigònids.

## Descripció
- Pot arribar a fer 8,1 cm de llargària màxima.
- 7 espines i 10 radis tous a l'aleta dorsal.
- No té cap espina a l'opercle.[6][7]

## Hàbitat
És un peix marí, bentopelàgic i de clima tropical que viu entre 120 i 494 m de fondària sobre el fons marí principalment.

## Distribució geogràfica
Es troba al Pacífic oriental central: les illes Hawaii.

## Observacions
És inofensiu per als humans.